# فرودگاه ماونت هوتهام
فرودگاه ماونت هوتهام (به انگلیسی: Mount Hotham Airport) یک فرودگاه همگانی با کد یاتا MHU است که یک باند فرود آسفالت دارد و طول باند آن ۱۴۵۱ متر است. این فرودگاه در کشور کانادا قرار دارد و در ارتفاع ۱۲۹۸ متری از سطح دریا واقع شده‌است.

## شرکت‌های هواپیمایی و مقصدهای پروازی
| شرکت‌های هواپیمایی | مقصدهای پروازی   |
| ----------------- | ---------------- |
| کانتاس            | فصلی: سیدنی      |
| Airly             | بنکستاون، اسندون |

1. ↑  This service did not run during the 2014 season due to (forecast) lack of demand.  (Source:  Qantas Booking Information, 13 13 13, called 2014-09-02.)
2. ↑  Aircraft leased from operator. Airly requires an initial subscription fee prior to flight booking.